# Acanthina lugubris
Acanthina lugubris är en snäckart som först beskrevs av G. B. Sowerby år 1821.  Acanthina lugubris ingår i släktet Acanthina och familjen purpursnäckor. Inga underarter finns listade i Catalogue of Life.